# Liste der Bodendenkmale in Grethem
In der Liste der Bodendenkmale in Grethem sind alle Bodendenkmale der niedersächsischen Gemeinde Grethem aufgelistet. Die Quelle ist der Denkmalatlas Niedersachsen. 
Der Stand der Liste ist der 17. November 2024.
Allgemein

Grethem im Heidekreis

In den Spalten finden sich folgende Informationen des Bodendenkmales:
Lagegeographische Koordinaten
BezeichnungBezeichnung lt. Denkmalatlas
BeschreibungBeschreibung lt. Denkmalatlas
IDObjekt-ID
BildBild, ggf. zusätzlich mit Link zu weiteren Fotos im Medienarchiv Wikimedia Commons.

## Grethem
| Lage                       | Bezeichnung     | Beschreibung | ID       | Bild           |
| -------------------------- | --------------- | --- | -------- | -------------- |
| 52° 43′ 49″ N, 9° 35′ 4″ O | Grethem 4, Burg | Kern der Burg Blankenhagen ist ein Burghügel von ca. 25 m Durchmesser und ca. 4,5 m Höhe. Dieser Burghügel, Rest einer Motte, ist durch spätere Eingriffe und Tierbaue in Mitleidenschaft gezogen. Um den Hügel ziehen sich auf 8 – 12 m Breite in Form einer muldenförmigen Vertiefung die Spuren eines zugeworfenen Grabens. Etwa 40 m nordöstlich liegt ein weiterer unregelmäßiger Hügel von 30 × 15 m Größe von ca. 3 m Höhe, womöglich der Rest eines weiteren Mottenhügels. | 34825397 | Weitere Bilder |

### Grethem 6
- ID:34825399
- Gruppe von vier Grabhügeln.

| Lage                        | Bezeichnung | Beschreibung                                                                                           | ID       | Bild |
| --------------------------- | ----------- | --- | -------- | ---- |
| 52° 43′ 48″ N, 9° 34′ 8″ O  | Grethem 6   | Durchmesser ca. 11 m und Höhe ca. 1 m, mit einer zentralen, weiten, ovalen Eingrabung. Rand abgesetzt. | 34825447 | BW   |
| 52° 43′ 47″ N, 9° 34′ 11″ O | Grethem 7   | Durchmesser ca. 13 m und Höhe ca. 1 m.                                                                 | 34825448 | BW   |
| 52° 43′ 46″ N, 9° 34′ 13″ O | Grethem 8   | Durchmesser ca. 13 m und Höhe ca. 0,9 m.                                                               | 34825449 | BW   |
| 52° 43′ 47″ N, 9° 34′ 8″ O  | Grethem 13  | Durchmesser ca. 8 m und Höhe ca. 0,7 m.                                                                | 34825609 | BW   |